# Belaturricula gaini
Belaturricula gaini is een slakkensoort uit de familie van de Borsoniidae. De wetenschappelijke naam van de soort is voor het eerst geldig gepubliceerd in 1910 door Lamy.